# نایوچی
نایوچی (به لاتین: Nayuchi) یک منطقهٔ مسکونی در مالاوی است که در منطقه جنوبی مالاوی واقع شده‌است.